# Skeanz
Duncan Marquet, plus connu sous le pseudonyme de Skeanz, est un joueur français de League of Legends évoluant au poste de jungler pour Papara SuperMassive en Turquie.

## Biographie
Skeanz né le 25 septembre 2000 en France.
Il commence à jouer à League of Legends à 12 ans, lors de la saison 3.

### Débuts
En 2016, Skeanz est contacté par l'équipe E2G, équipe amatrice qui lui propose de les rejoindre afin de jouer au sein de leur collectif.
Fin 2016, Skeanz rejoint Grosbill Esports au poste de jungler, une équipe semi-professionnelle. Il remporte la compétiton Underdogs la même année.
En 2017, la marque GrosBill met fin à son équipe esport et Skeanz rejoint l'équipe LDLC,.
En 2018 Skeanz remporte la Lyon e-Sport avec LDLC face à l'équipe Gentside.
La même année, Skeanz quitte l'équipe LDLC et rejoint Solary afin de se « remotiver » à jouer tout en gardant de bonnes habitudes.

### Vitality
En janvier 2019, Skeanz rejoint l'équipe Vitality.Bee qui évolue au niveau national en Ligue française de League of Legends (LFL). Intégré dans la structure Vitality, le joueur va alterner plusieurs fois entre cette équipe et l'équipe principale de la structure évoluant au niveau européen en LEC.
En 2022 il remporte la Coupe de France avec Vitality.Bee en battant l'équipe LDLC, le double champion de France 2022.

### Karmine Corp
En Janvier 2023, Skeanz rejoint la Karmine Corp en tant que jungler à la place du joueur turc Dogukan « 113 » Balci pour jouer le segment de printemps. Skeanz retrouve ses anciens coéquipiers, Lucas « Cabochard » Simon-Meslet et Lucas « Saken » Fayard avec qui il a joué en 2020 sous les couleurs de Vitality,.
Après un segment de printemps décevant pour la Karmine Corp marqué par une non-qualification aux "play-offs" de Ligue française, Skeanz est mis sur le banc de l'équipe à la mi-saison et reste inactif pendant près de six mois, de Mai à Décembre 2023 avant d'être libéré de son contrat.

### Papara SuperMassive
Le 2 Novembre 2023, alors que le joueur est autorisé par la Karmine Corp à explorer ses options pour 2024, le journaliste spécialisé dans l'E sport Brieuc "Wooloo" Seeger annonce sur Twitter et son site internet Sheepesport qu'un accord verbal aurait été conclu entre Skeanz et l'équipe turque Papara SuperMassive[source secondaire souhaitée].
Le 19 Décembre 2023, la rumeur est confirmée et Skeanz signe un contrat d'un an avec l'équipe turque Papara SuperMassive, devenant leur prochain Jungler pour le segment de printemps 2024 en TCL, à la place du coréen Lee "Chieftain" Jae-yub. Le joueur retrouve à cette occasion son compagnon d'armes de chez Vitality.bee, Jakub "Jactroll" Skurzyński.
Le 12 Janvier 2024, Skeanz et son équipe remportent la TCL 2024 season cup, marquant son premier trophée dans la ligue turque de League of Legends[source secondaire nécessaire].